# Sixxxxxx
sixxxxxx — пятый мини-альбом японской певицы Аюми Хамасаки, вышедший в 2015 году.

## Об альбоме
11 апреля 2015 года было официально объявлено о выходе нового мини-альбома без указания его названия. Изначально в новости содержалась информация, что мини-альбом будет состоять из пяти воодушевляющих треков, одним из которых станет песня «RedOne», и трёх видеоклипов. Позже описание изменилось. Альбом доступен в трёх вариантах: CD, CD+DVD и CD+Bluray. Также было выпущено специальное лимитированное издание с наушниками V-MODE в количестве 300 экземпляров, которое было полностью раскуплено за три часа. 26 июля прошло специальное мероприятие TA Limited PREMIUM PREVIEW-sixxxxxx-, на котором участники фан-клуба смогли послушать все шесть песен в формате высокого качества. Песня «Step by step» использовалась как главная тема в дораме Boys and fellows с 14 апреля по 25 августа.

С 29 сентября 2015 в продажу поступило ограниченное издание альбома на виниле, с обновленной раскрашенной обложкой. Купить его можно было только на концерте тура «ayumi hamasaki LIMITED TA LIVE TOUR». После завершения тура винил появился в фанклубном магазине.

### Список композиций
Все тексты написаны Аюми Хамасаки.
| №  | Название                 | Музыка         | Аранжировка  | Длительность |
| -- | ------------------------ | -------------- | ------------ | ------------ |
| 1. | «Step by step»           | Tetsuya Yukumi | Yuta Nakano  | 4:35         |
| 2. | «Summer diary»           | Tetsuya Yukumi | Yuta Nakano  | 4:46         |
| 3. | «Sayonara feat. SpeXial» | DAISHI DANCE   | DAISHI DANCE | 5:41         |
| 4. | «Sorrows»                | Tetsuya Yukumi | Yuta Nakano  | 4:03         |
| 5. | «Shape of love»          | Tetsuya Yukumi | Yuta Nakano  | 4:24         |
| 6. | «Sky high»               | Tetsuya Yukumi | Yuta Nakano  | 3:59         |

| №  | Название                               | Режиссёр                | Длительность |
| -- | -------------------------------------- | ----------------------- | ------------ |
| 1. | «Step by step» (video clip)            | Hideaki Sunaga          | 4:47         |
| 2. | «Sayonara feat. SpeXial» (video clip)  | Daisuke "NINO" Ninomiya | 5:44         |
| 3. | «Summer diary» (video clip)            | Hideaki Sunaga          | 6:16         |
| 4. | «Step by step» (making clip)           | Keisuke Onodera         | 5:09         |
| 5. | «Sayonara feat. SpeXial» (making clip) | Keisuke Onodera         | 7:57         |
| 6. | «Summer diary» (making clip)           | Keisuke Onodera         | 8:20         |

### Позиции в чарте «Орикон»
| Неделя | Позиция | Продажи |
| ------ | ------- | ------- |
| 1      | #2      | 30,988  |
| 2      | #5      | 5,533   |
| 3      | #25     | 2,512   |
| 4      | #54     | 1,536   |
| 5      | #66     | 1,114   |
| 6      | #93     | 621     |
| 7      | #195    | 409     |
| 8      | #210    | 340     |
| 9      | #206    | 393     |
| 10     | #276    | 226     |
| 11     | #130    | 468     |

- Общее число проданных копий: 43 672 (Япония), 564 (Тайвань)